# Sahak Mashalian
Sahak (imię świeckie Wahan Mashalian, ur. 1962 w Stambule) – duchowny Apostolskiego Kościoła Ormiańskiego, od 2019 ormiański patriarcha Konstantynopola.

## Życiorys
Święcenia kapłańskie przyjął w 1992. Sakrę biskupią otrzymał 24 sierpnia 2008 jako biskup pomocniczy. 11 grudnia 2019 został mianowany Ormiańskim Patriarchą Konstantynopola.